# Bitwa pod Firlejem
Bitwa pod Firlejem – bitwa stoczona 9 maja 1831 roku podczas powstania listopadowego.
Polska dywizja generała Chrzanowskiego (7 baonów, 8 szwadronów i 10 dział - łącznie 5600 żołnierzy) wyruszyła 3 maja z Jędrzejowa do Zamościa. Dywizja 8 maja zatrzymała się w Kocku przecinając linie komunikacyjne rosyjskiego korpusu generała Kreutza (około 9000 żołnierzy i 27 dział), który stał w Puławach nad dolnym Wieprzem. Następnego dnia Chrzanowski ruszył przez Firlej na Lubartów. Gdy Kreutz dowiedział się o marszu polskiej dywizji, skoncentrował swoje siły w Garbowie, skąd 9 maja ruszył do Kamionki, gdzie czekała na niego prowadząca rozpoznanie okolic Kocka brygada generała Johanna Fäsiego (2160 żołnierzy, w tym 646 jazdy). Realizując swoje zadania Fäsi wkroczył z piechotą do lasu firlejowskiego, na którego skraju zostawił jazdę.
Gdy Chrzanowski dowiedział się o tym, wysłał przeciwko Faesiemu oddział Ramoriny (4 baony i 2 działa), a jazdę generała Skarżyńskiego (8 szwadronów) posłał na jego tyły. Sam natomiast z głównymi siłami dalej maszerował na Lubartów. W lesie firlejowskim piechota Ramoriny rozgromiła piechotę Fäsiego, zadając jej niezwykle ciężkie straty (300 zabitych i 500 jeńców). Reszta piechoty Fäsiego uciekła w kierunku Kamionki.
Nie udało się całkowicie zniszczyć sił Faesiego z powodu zbyt mało energicznych działań polskiej jazdy oraz ze względu na nadchodzące nowe siły rosyjskie. Chrzanowski dotarł do Lubartowa, natomiast Kreutz zebrał swe wojska pod Kozłówką i Kamionką. Następnego dnia uderzył na dywizję Chrzanowskiego pod Lubartowem.